# Leonti Leontjewitsch Chalfin
Leonti Leontjewitsch Chalfin (russisch Леонтий Леонтьевич Халфин; * 5. Dezemberjul. / 18. Dezember 1902greg. im Dorf Puschtulim, Rajon Jelzowka; † 9. August 1977 in Nowosibirsk) war ein sowjetischer Geologe und Hochschullehrer.

## Leben
Chalfins Vater war der Händler und Besitzer eines Hauses und einer Ölpresserei Leonti Borissowitsch Chalfin. Die Mutter Anfija Nikolajewna Chalfina hatte bis zu ihrer Heirat als Geburtshelferin gearbeitet. Nach dem Besuch der Mittelschule arbeitete Chalfin 1920–1923 als Bibliothekar, Politinstruktor und Lehrer in Bijsk. Er studierte dann 1923–1929 am Tomsker Polytechnischen Institut (TPI) mit Abschluss als Ingenieur-Geologe.
Chalfin blieb am TPI als Lehrstuhl-Assistent und wurde 1934 Dozent. Er wurde 1937 zum Kandidaten der geologisch-mineralogischen Wissenschaften promoviert. 1942 wurde er zum Doktor der geologisch-mineralogischen Wissenschaften promoviert und zum Professor ernannt. Ab 1949 leitete er den Lehrstuhl für Historische Geologie und Paläontologie des TPI.
Chalfins Forschungsgebiet war die Paläontologie und Stratigraphie des Paläozoikums und des Mesozoikums der sibirischen Regionen. Schwerpunkte waren die  Spiriferida, die Pelecypoda-Fauna im Kusbass, die Muscheln der Baidajewskoje-Lagerstätte im Kusbass und die Devon-Fauna im Altai.
1963 wurde Chalfin Leiter des Sektors für Mikrofauna des Sibirischen Forschungsinstituts für Geologie, Geophysik und Mineralische Rohstoffe in Nowosibirsk.
Die Schriftstellerin Marija Leontjewna Chalfina war Chalfins jüngere Schwester.

## Ehrungen, Preise
- Medaille „Für heldenmütige Arbeit im Großen Vaterländischen Krieg 1941–1945“[2]
- Verdienter Wissenschaftler und Techniker der RSFSR (1959)
- Orden des Roten Banners der Arbeit (zweimal)[2]
- Ehrenzeichen der Sowjetunion